# Троянски кон (компютри)
 Тази статия е за компютърната програма.  За митичния обект вижте Троянски кон.  
Троянският кон, наричан още троянец, е вредна компютърна програма, която се представя като полезна, а всъщност причинява нещо съвсем различно при изпълнението си, например: превземането на канали в IRC, изтриване на съдържание от твърдия диск, кражба на поверителни данни (пароли, информация за банкови сметки и кредитни карти) и др. Тези програми са получили името си от мита за големия, кух дървен кон, чрез който гърците печелят Троянската война, като се скриват в него и се промъкват в укрепения град Троя.
Троянските коне обикновено се разпространяват под формата на изпълними файлове за Microsoft Windows: .exe, .scr, .bat или .pif. Неопитният потребител, който работи с настройките по подразбиране, при които разширенията на файловете се скриват, не е в състояние да разбере истинския вид на файла, ако е маскиран с т.нар. двойно разширение, например 'Readme.txt.exe', потребителят ще види единствено 'Readme.txt', като истинското разширение .exe ще остане скрито. За да е пълна заблудата, троянецът, след стартирането си, наистина би могъл да отвори някакъв текстов документ, Или да имитира инсталационен процес, но всъщност ще работи във фонов режим и тайно ще краде, променя или изтрива информация или настройки на компютъра, а дори би могъл да се използва от злонамерени трети лица за извършването на атаки върху други мрежи, най-често разпределени атаки от тип „отказ от услуга“ (Distributed Denial of Service – DDoS).
Най-често троянският кон е създаден, за да контролира компютъра, на който е стартиран. Примери за такива троянски коне са NetBus, SubSeven, Back Orifice и др. Днешните антивирусни програми безпроблемно улавят по-голямата част от съществуващите троянски коне, но има и такива, които са специално проектирани да не се забелязват от антивирусния софтуер или да го обезвреждат.

## Принцип на действие
Принципът на работа на троянския кон е доста прост – след изпълнението си на даден компютър (примерът е за компютри работещи с MS Windows) той създава ключове в регистъра, откъдето си осигурява начално стартиране още със старта на операционната система. След като се зареди в паметта, той действа на принципа на сървър и отваря един или повече портове, чрез които злонамерени личности чрез клиентска програма за отдалечена работа с дадения троянец биха могли да управляват заразения компютър. Клиентите често придобиват пълен контрол над компютъра и могат дори да местят курсора на мишката върху монитора, както и да четат, трият, или качват файлове.
Съществуват троянци, които сами се актуализират до последна версия.

## Методи за защита
За да се защитите от троянските коне, никога не отваряйте приложения към електронните писма, които не сте очаквали да получите, особено ако подателят е неизвестен. Винаги използвайте антивирусна програма за проверка на файловете преди тяхното отваряне. Пазете се от файлове, свалени чрез програми за споделяне посредством P2P (peer-to-peer) като KaZaA или Gnutella. Това е един от най-известните начини за разпространение на троянските коне.
Никога не влизайте в сайтове, настояващи да ги гледате с IE при разрешен ActiveX Тази покана е еквивалентна на „елате без гащи“. Никога, ама никога не цъкайте на непознат файл, „за да се отвори, та да го видите за какво е.“ Уви, втория съвет го спазват само тези, които са се мъчили да си възстановят изгубените файлове.
Радикален начин за борба е да се взима Интернет през прокси, без гейтуей, но на IE да са зададени неверни настройки, така че да не може да се свърже с Интернет. Към момента няма злонамерена програма, (те са по-напредничави от добронамерените) която да търси на друго място настройките за връзка с Интернет, освен от IE. А някои просто ползват IE за връзка, като го пускат през неговите API, без да се показва прозорец.